# Модзалевский, Лев Николаевич
Лев Никола́евич Модзале́вский (14 [26] февраля 1837, Гдовский уезд, Санкт-Петербургская губерния — 12 [24] мая 1896, Санкт-Петербург) — русский педагог, детский писатель и поэт, соавтор классической хрестоматии К. Д. Ушинского «Родное слово». Отец историка литературы и пушкиниста Бориса Львовича Модзалевского и генеалога Вадима Львовича Модзалевского, дед советского историка литературы, пушкиниста, архивиста Льва Борисовича Модзалевского.

## Биография
Родился 14 (26) февраля 1837 года на мызе Гари (Ивановское) Гдовского уезда Санкт-Петербургской губернии  в семье потомственных дворян Николая Львовича и Ольги Кузьминичны Модзалевских.
Окончил Санкт-Петербургскую 3-ю гимназию (1855) и историко-филологический факультет Императорского Санкт-Петербургского университета (1859, кандидат университета). В течение двух лет посещал лекции в Гейдельбергском и Йенском университетах — слушал Гельмгольца, Вундта; занимался в Йенской учительской семинарии профессора Стоя.
Преподавал несколько лет в столичных школах: русский язык и словесность — в родной 3-й гимназии (1864—1867) и Мариинском институте, педагогику — в специальных педагогических классах Александровского училища (1862—1865); был инспектором педагогических курсов при 2-й военной гимназии. Преподавал историю в Императорском училище правоведения и был инспектором Приюта принца П. Г. Ольденбургского и Мариинского института (1889—1895).
С 1867 года инспектор и директор Тифлисской женской гимназии, затем инспектор Кавказского учебного округа и руководитель цензурного комитета.
По приглашению К. Д. Ушинского стал одним из деятельных сотрудников «Журнала Министерства народного просвещения».
Переехав в Тифлис в качестве воспитателя сыновей великого князя Михаила Николаевича, много сделал для развития женского образования в крае.
В 1895 году Модзалевский был назначен директором училища глухонемых, а в следующем году, 12 (24) мая 1896, внезапно скончался.
Лев Николаевич Модзалевский скончался в ночь на 12-е мая от паралича мозга. Никто не мог ожидать такой неожиданной кончины одного из известных русских педагогов. Еще накануне своей смерти Лев Николаевич казался совершенно здоровым. В этот день (11-го мая) был акт в училище глухонемых и первый выпуск учеников покойного.
Погребён был вместе со своими родителями, братьями и сёстрами на погосте Быстреево с левой стороны от церкви.

## Библиография

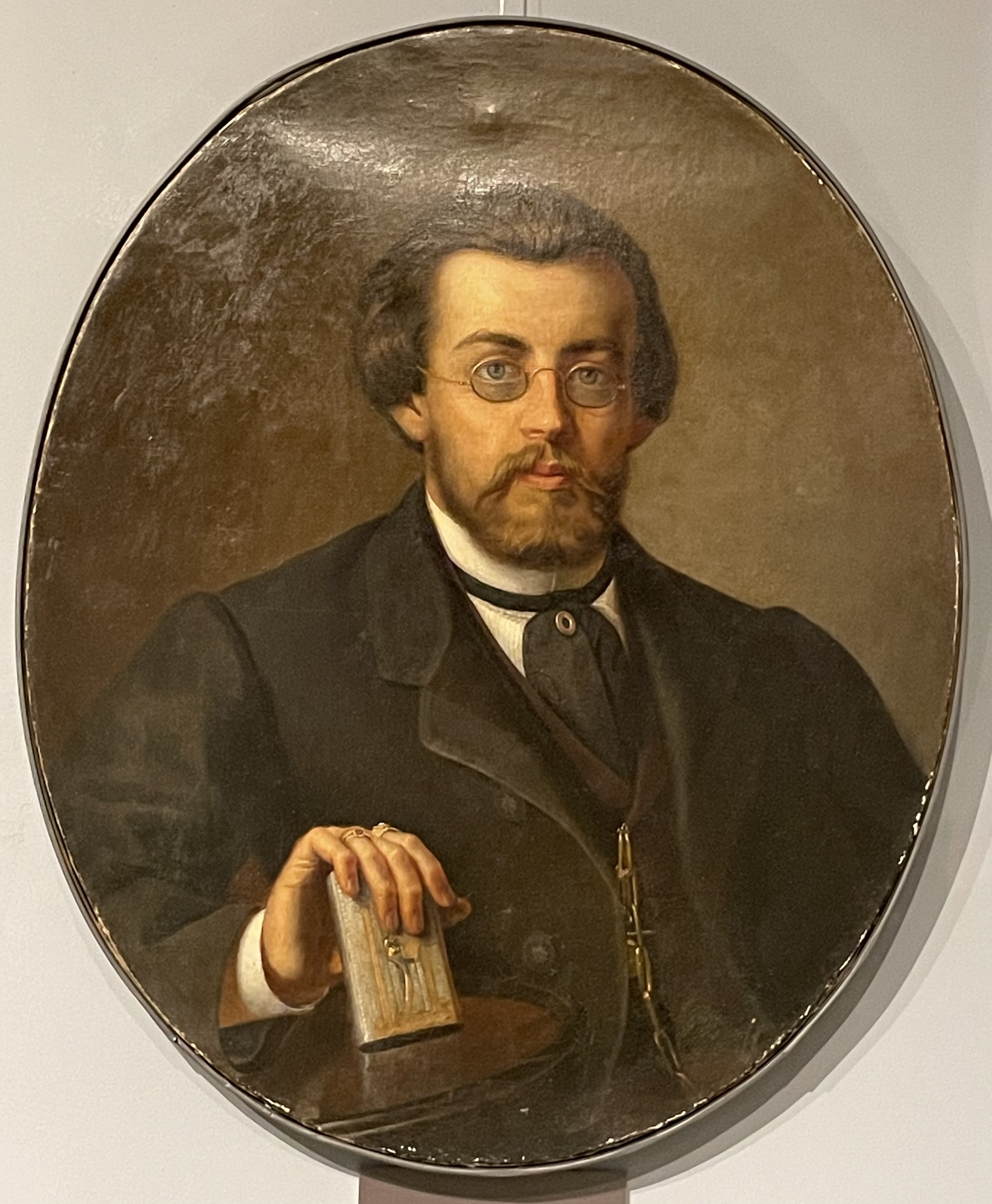
Портрет Льва Модзалевского работы неизвестного художника, 1865

## Семья
Жена, с 17 августа 1866 года — дочь капитана 2-го ранга Александра Ивановна Константинович (1848—1920). Их дети: 
- Николай (1867—1867)
- Георгий (1869—1869)
- Ольга (1870–1870)
- Людмила (1872—1950). Первый муж — Александр Константинович Висковатов (1862—?), второй муж— Лев Анатольевич Брюн де Сент-Ипполит (1874—1941), агроном, сын Анатолия Егоровича Брюн де Сент-Ипполита (1833—1889) и Элеоноры Людвиговны (Александровны) Лансере (1846—1921). Сын от второго брака — Сергей (1910/1912—1934).
- Борис (1874—1928), библиограф, литературовед-пушкинист. Первая жена — Екатерина Васильевна Решеткина (1873—1938/1941), вторая жена — Варвара Николаевна Гувениус (в первом браке за В. В. Висковатовым) (1871—1937). Дети от первого брака: Александра (в замужестве Брюн де Сент-Ипполит, 1899—1971), Елена (1901—1906), Лев (1902—1948), Вадим (1907—1941).
- Тамара (1877—?). Муж — Борис Михайлович Микешин (1873—1937), скульптор.
- Всеволод (1879—1936), военный. Жена — Мария Владимировна Лаврентьева (1883—1942). Их дети: Олег (1904—1933) и Андрей (1906—1962).
- Вадим (1882—1920), историк, общественный деятель. Первая жена — Александра Лаврентьевна Гаевская, вторая жена — Наталья Лаврентьевна Гаевская (с 1919 г. супруга Г. В. Нарбута).
- Нина (1884—1959). Муж — Михаил Александрович Энкель (1881—1946), инженер-технолог.
- Елена (1886—1890)
- Игорь (1891—1917), военный. Жена — Лидия Тимофеевна Лавровская.

## Комментарии
1. ↑  Мыза Гари[4] находилась в 3 км к западу от деревни Зовка и относилась к Узьминской волости Гдовского уезда; не сохранилась[5], ныне — урочище на территории Марьинской волости в Струго-Красненском районе, Псковская область[6].